# Émile Bordier
Pour les articles homonymes, voir Bordier.
Émile Louis Alexandre Bordier est un homme politique français né le 28 janvier 1855 à Épernon (Eure-et-Loir) et mort le 24 mai 1902 à Gommerville (Eure-et-Loir).

## Biographie
Fils d'un instituteur, petit-fils d'un cultivateur-vigneron, il fait ses premières études dans la classe de son père, puis entre au collège de Chartres.
Après son service militaire, il travaille comme clerc de notaire à Sainville, puis à Épernon et enfin à Chartres
En 1882, il est nommé notaire à Gommerville (Eure-et-Loir) dont il devient  le conseiller municipal, puis le maire.
Républicain, il se présente aux élections législatives en 1898 et est élu député d'Eure-et-Loir au premier tour, dans la deuxième circonscription de Chartres, battant le député sortant Émile Millochau. Inscrit au groupe de la Gauche démocratique, il siège jusqu'en 1902.
Tout en étant député, il reste notaire et se ruine la santé à trop travailler. Cela l'oblige à cesser son métier. Il part se reposer six mois en Tunisie auprès de son oncle, vice-consul de France à Makthar. 
Rentré chez lui, sa maladie pulmonaire compliquée de diabète l'emporte au cours d'une crise le soir du 24 mai 1902 à 47 ans.
Sa veuve, Louise Désirée Langlois, décède à Rouen le 6 décembre 1913 à 51 ans.
Son fils, Emile Bordier, fut pendant quarante-huit ans huissier à Chartres. Il est mort en 1958.

## Sources
- « Émile Bordier », dans le Dictionnaire des parlementaires français (1889-1940), sous la direction de Jean Jolly, PUF, 1960 [détail de l’édition]